# Vietnam International Series 2016
Die Vietnam International Series 2016 im Badminton fand vom 28. September bis zum 2. Oktober 2016 in Bắc Ninh statt. Das Turnier ist nicht zu verwechseln mit den Vietnam International 2016.

## Sieger und Platzierte
| Disziplin    | Gold                               | Silber                                | Bronze                                  |
| ------------ | ---------------------------------- | ------------------------------------- | --------------------------------------- |
| Herreneinzel | Nguyễn Tiến Minh                   | Lim Chi Wing                          | Chen Chun-wei                           |
| Herreneinzel | Nguyễn Tiến Minh                   | Lim Chi Wing                          | Ki Yim-seung                            |
| Dameneinzel  | Chen Su-yu                         | Lim Yin Fun                           | Lin Ying-chun                           |
| Dameneinzel  | Chen Su-yu                         | Lim Yin Fun                           | Sung Shuo-yun                           |
| Herrendoppel | Đỗ Tuấn Đức Phạm Hồng Nam          | Goh Sze Fei Nur Izzuddin              | Lee Jian Yi Lim Zhen Ting               |
| Herrendoppel | Đỗ Tuấn Đức Phạm Hồng Nam          | Goh Sze Fei Nur Izzuddin              | Po Li-wei Yang Ming-tse                 |
| Damendoppel  | Nguyễn Thị Sen Vũ Thị Trang        | Lim Yin Loo Yap Cheng Wen             | Suchanya Kanchanasaka Kornkamon Sukklad |
| Damendoppel  | Nguyễn Thị Sen Vũ Thị Trang        | Lim Yin Loo Yap Cheng Wen             | Lee Zhi Qing Prajakta Sawant            |
| Mixed        | Rinov Rivaldy Vania Arianti Sukoco | Andika Ramadiansyah Angelica Wiratama | Yogendran Krishnan Prajakta Sawant      |
| Mixed        | Rinov Rivaldy Vania Arianti Sukoco | Andika Ramadiansyah Angelica Wiratama | Bimo Adi Prakoso Jin Yujia              |